# Wasserstraßen- und Schifffahrtsamt Eberswalde
Das Wasserstraßen- und Schifffahrtsamt Eberswalde (WSA Eberswalde) war ein Wasserstraßen- und Schifffahrtsamt in Deutschland. Es gehörte zum Dienstbereich der Generaldirektion Wasserstraßen und Schifffahrt, vormals Wasser- und Schifffahrtsdirektion Ost. Zum 6. Oktober 2020 ging es im neugegründeten Wasserstraßen- und Schifffahrtsamt Oder-Havel auf.

## Zuständigkeitsbereich

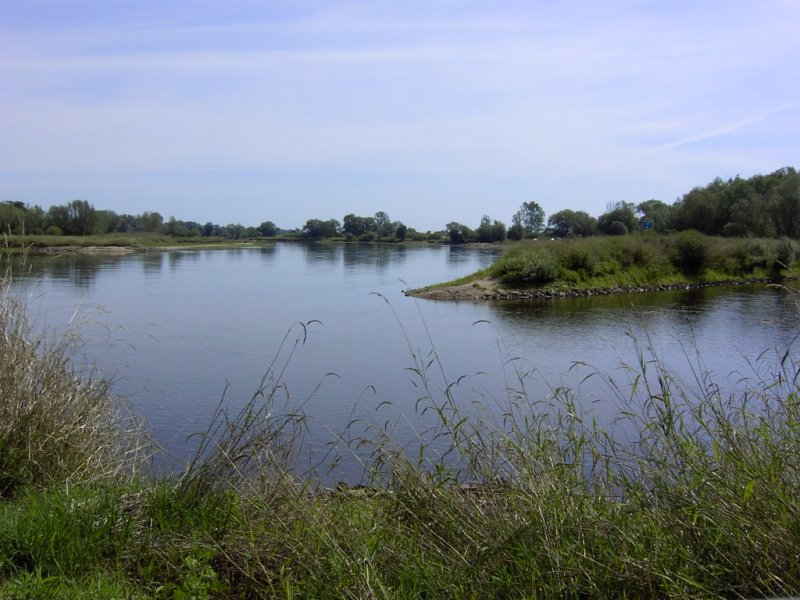
Mündung der Lausitzer Neiße in die Oder

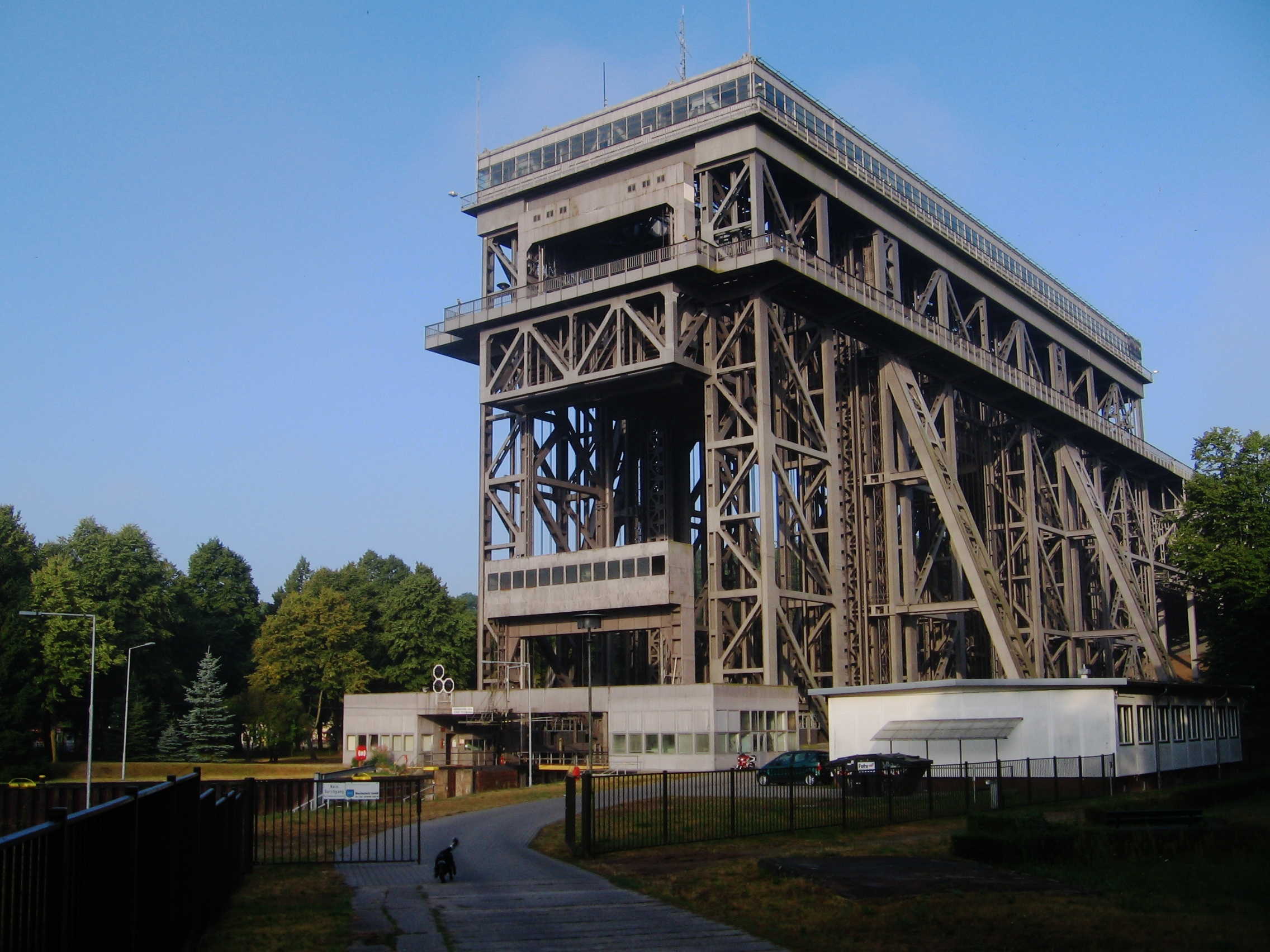
Schiffshebewerk Niederfinow

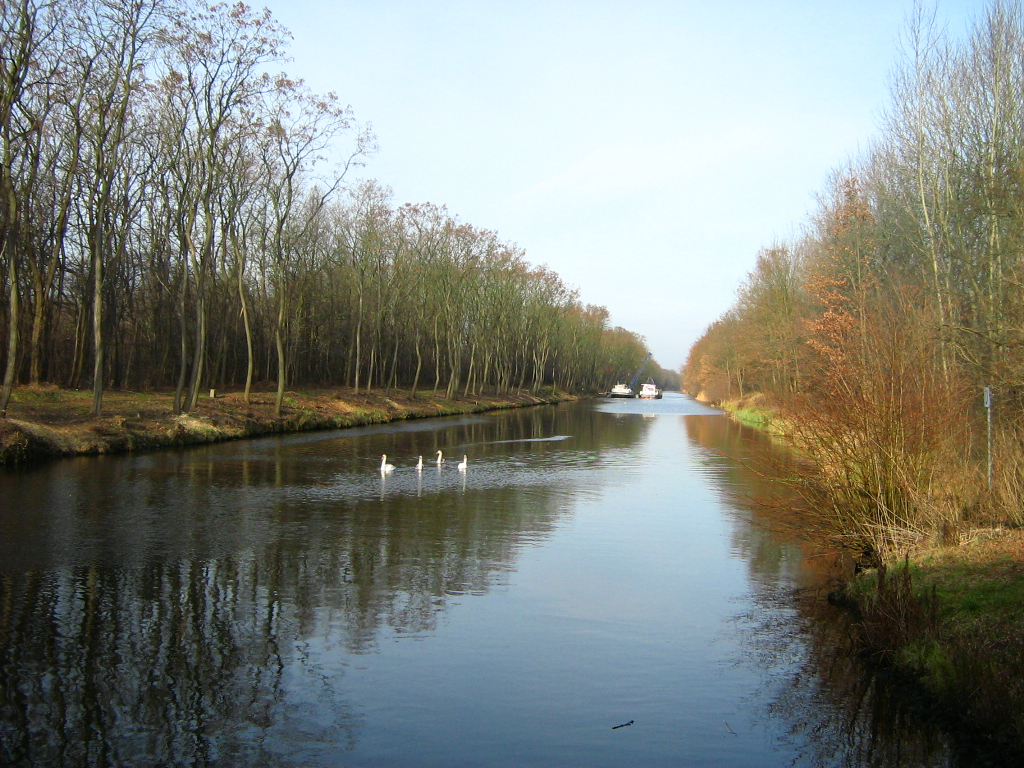
Oranienburger Kanal

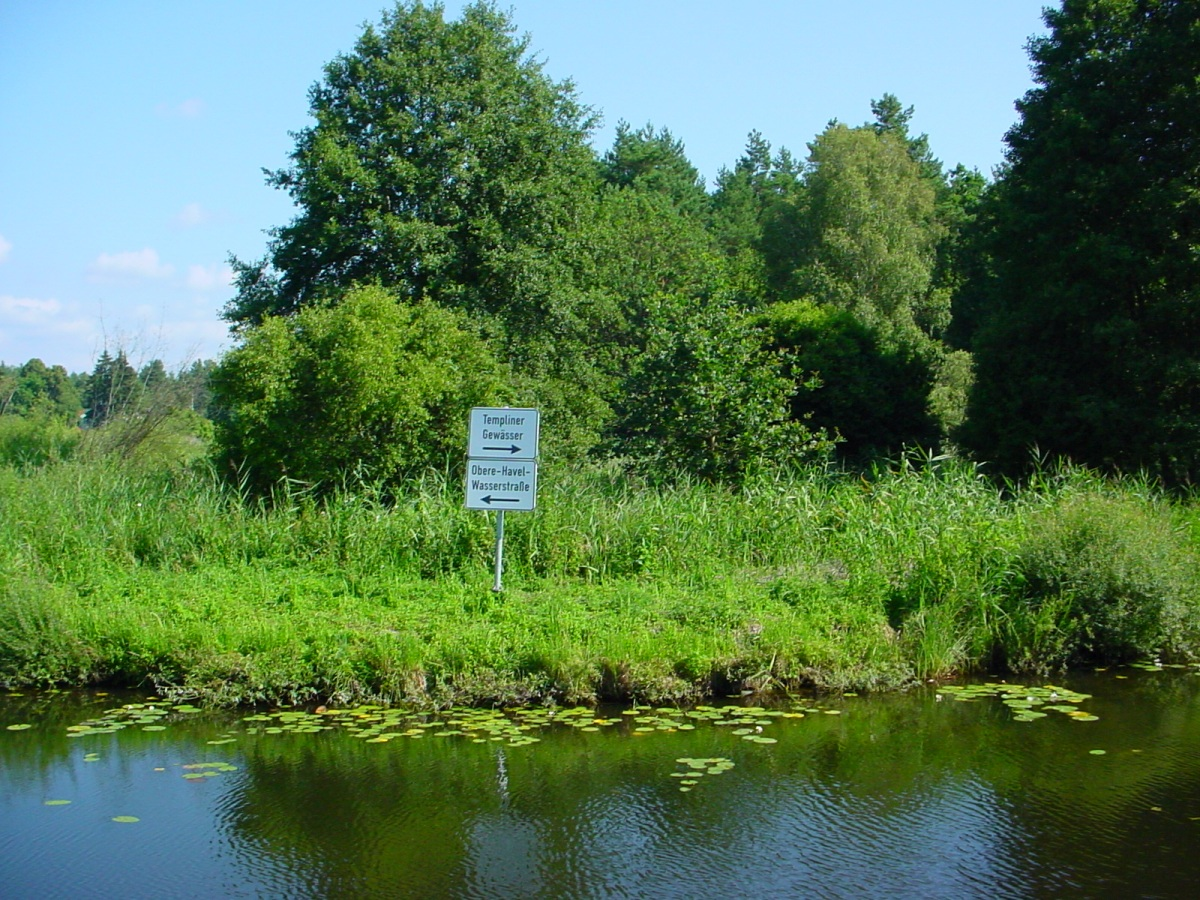
Obere Havel-Wasserstraße, Abzweig Templiner Gewässer

Das Wasserstraßen- und Schifffahrtsamt Eberswalde war zuständig für die Oder von der deutsch-polnischen Grenze bei Ratzdorf einschließlich des Mündungsbereichs der Lausitzer Neiße in die Oder bis zur deutsch-polnischen Grenze bei Mescherin an der Westoder, der Oberen Havel-Wasserstraße, der Müritz-Havel-Wasserstraße und der Havel-Oder-Wasserstraße.

## Aufgabenbereich
Zu den Aufgaben des Wasserstraßen- und Schifffahrtsamtes Eberswalde gehörten:
- Unterhaltung der Bundeswasserstraßen im Amtsbereich
- Betrieb und Unterhaltung baulicher Anlagen wie z. B. Wehre, Schleusen und Brücken
- Betrieb und Unterhaltung des Schiffshebewerks Niederfinow
- Aus- und Neubau
- Unterhaltung und Betrieb der Schifffahrtszeichen
- Messung von Wasserständen
- Übernahme strom- und schifffahrtspolizeilicher Aufgaben.

## Außenbezirke
Zum Wasserstraßen- und Schifffahrtsamt Eberswalde gehörten die Außenbezirke in Oranienburg, Finowfurt, Zehdenick, Canow, Frankfurt (Oder), Hohensaaten und Schwedt. Die Außenbezirke waren neben der Unterhaltung diverser Anlagen und Bauten u. a. auch zuständig für die Unterhaltung und den Betrieb der Staustufen (Wehre und Schleusen) im jeweiligen Amtsbereich.
- Der Außenbezirk Oranienburg war zuständig für den zur Havel-Oder-Wasserstraße gehörenden Oder-Havel-Kanal von der Amtsgrenze des Wasserstraßen- und Schifffahrtsamtes Berlin (km 10,58) bis zum Abzweig des Finowkanals bei Zerpenschleuse (km 50,4), den Veltener Stichkanal bis zum Hafen Velten, die Oranienburger Havel, den Freigraben Pinnow, den Oranienburger Kanal, die Friedrichsthaler Havel, den Malzer Kanal und den Lehnitzsee.
- Der Außenbezirk Finowfurt war zuständig für den Oder-Havel-Kanal vom Abzweig des Finowkanals bei Niederfinow bis zum Abzweig des Finowkanals bei Zerpenschleuse, den Werbellinkanal und den Werbellinsee. Im Amtsbereich des Außenbezirks Finowfurt befand sich das Schiffshebewerk Niederfinow.
- Der Außenbezirk Zehdenick war zuständig für die Obere-Havel-Wasserstraße von der Mündung in den Oder-Havel-Kanal mit Malzer Kanal und Voßkanal, Wentowkanal, Kleiner und Großer Wentowsee, Tornowfließ, der Havel bis Bredereiche, die Templiner Gewässer mit dem Templiner Wasser, dem Kuhwallsee, dem Kleinen Lankensee, dem Röddelinsee, dem Templiner Kanal, und dem Templiner Stadtsee, dem Bruchsee, Gleuenfließ und Gleuensee, dem Fährsee und dem Zaarsee.
- Der Außenbezirk Canow war zuständig für die Müritz-Havel-Wasserstraße, u. a. mit dem Mirower Kanal, dem Zotzensee, Mössensee, Vilzsee und Labussee, dem Wolfsbrucher Kanal, Tietzowsee, Hüttenkanal, Schlabornsee und Schlabornkanal, Rheinsberger See, dem Grienerickkanal und dem Grienericksee sowie zahlreichen Nebenwasserstraßen der Rheinsberger und Zechliner Gewässer sowie die Obere Havel-Wasserstraße zwischen Neustrelitz und Fürstenberg/Havel, u. a. mit dem Zierker See, dem Woblitzsee und dem Großen Labussee, dem Kammerkanal, dem Drewensee und Finowsee, dem Westteil des Wangnitzsees, dem Großen Priepertsee, Ellbogensee, Ziernsee, Menowsee, Rüblinsee und Schwedtsee, dem Stolpsee sowie der Nebenwasserstraße Lychener Gewässer.
- Der Außenbezirk Frankfurt (Oder) war zuständig für die Oder von Ratzdorf bis zum Wehr Zellin bei Ortwig, dem Mündungsbereich der Lausitzer Neiße, dem Kietzer Umfluter und mehrere schiffbarer Altarme der Oder.
- Der Außenbezirk Hohensaaten war zuständig für die Oder von km 639,8 (Wehr Zellin) bis km 681,5 (bei Piasek), den Zelliner Umfluter, mehrere Altarme der Oder, den Verbindungskanal Hohensaaten, die Hohensaaten-Friedrichsthaler Wasserstraße bis km 103,0, die Havel-Oder-Wasserstraße vom Verbindungskanal Hohensaaten bis zum unteren Vorhafen des Schiffshebewerks Niederfinow mit dem Oderberger See und der Wriezener Alte Oder.
- Der Außenbezirk Schwedt war zuständig für die Oder von km 681,5 (bei Piasek) und die Westoder bis zur deutsch-polnischen Grenze bei Mescherin, die Schwedter Querfahrt zur Hohensaaten-Friedrichsthaler Wasserstraße und die Hohensaaten-Friedrichsthaler Wasserstraße von km 103,0 bis zur Einmündung in die Westoder (km 134,956).

## Kleinfahrzeugkennzeichen
Den Kleinfahrzeugen im Bereich des Wasserstraßen- und Schifffahrtsamtes Eberswalde wurden Kleinfahrzeugkennzeichen mit der Kennung BAR zugewiesen.